# Список епізодів мультсеріалу «Рік та Морті»
«Рік та Морті» (англ. Rick and Morty) — американський мультсеріал, створений Деном Гармоном і Джастіном Ройландом. Основу сюжету складають фантастичні пригоди Ріка Санчеза (геніального вченого-алкоголіка) та його доброзичливого внука Морті Сміта Всесвітом та іншими вимірами. Ці пригоди створюють проблеми сім'ї Морті - Джеррі, Бет та Саммер.
Прем'єра серіалу відбулася 2 грудня 2013 року на програмному блоці Adult Swim на телеканалі Cartoon Network. Ройланд озвучив головних персонажів: Ріка, вченого-алкоголіка, та його онука Морті.

## Перегляд
| Сезон | Епізоди | Епізоди | Оригінальний показ | Оригінальний показ |
| Сезон | Епізоди | Епізоди | Перший показ       | Останній показ     |
| ----- | ------- | ------- | ------------------ | ------------------ |
| 1     | 11      | 11      | 2 грудня 2013      | 14 квітня 2014     |
| 2     | 10      | 10      | 26 липня 2015      | 4 жовтня 2015      |
| 3     | 10      | 10      | 1 квітня 2017      | 1 жовтня 2017      |
| 4     | 10      | 10      | 10 листопада 2019  | 31 травня 2020     |
| 5     | 10      | 10      | 20 червня 2021     | 5 вересня 2021     |
| 6     | 10      | 10      | 4 вересня 2022     | 11 грудня 2022     |
| 7     | 10      | 10      | 15 жовтня 2023     | 17 грудня 2023     |
| 8     | 10      | 10      | 25 травня 2025     | 27 липня 2025      |

## Список сезонів

### Перший сезон (2013-2014)
| № серії (загалом) | № серії (в сезоні) | Назва серії                                                                  | Режисер(и)      | Сценарист(и)                   | Оригінальна дата показу |
| ----------------- | ------------------ | ---------------------------------------------------------------------------- | --------------- | ------------------------------ | ----------------------- |
| 1                 | 1                  | «Пілот» «Pilot»                                                              | Джастін Ройланд | Ден Хармон & Джастін Ройланд   | 2 грудня 2013           |
| 2                 | 2                  | «Пес-газонокосильщик» «Lawnmower Dog»                                        | Джон Райс       | Райан Рідлі                    | 9 грудня 2013           |
| 3                 | 3                  | «Анатомічний парк» «Anatomy Park»                                            | Джон Райс       | Ерік Акоста та Вейнд Рендольф  | 16 грудня 2013          |
| 4                 | 4                  | «М. Найт Шьямал Інопланетяни!» «M. Night Shaym-Aliens!»                      | Джеф Майєрс     | Том Кауфман                    | 13 січня 2014           |
| 5                 | 5                  | «Місікс та руйнування» «Meeseeks and Destroy»                                | Брайан Ньютон   | Райан Рідлі                    | 20 січня 2014           |
| 6                 | 6                  | «Напій Ріка №9» «Rick Potion No. 9»                                          | Стівен Сандовал | Джастін Ройланд                | 27 січня 2014           |
| 7                 | 7                  | «Виховання Газорпазорпа» «Raising Gazorpazorp»                               | Джеф Майєрс     | Ерік Акоста та Уейв Рендольф   | 10 березня 2014         |
| 8                 | 8                  | «Скандали, Рік та розслідування» «Rixty Minutes»                             | Брайан Ньютон   | Том Кауфман та Джастін Ройланд | 17 березня 2014         |
| 9                 | 9                  | «Наближається дещо рікануте» «Something Ricked This Way Comes»               | Джон Райс       | Майк МакМехан                  | 24 березня 2014         |
| 10                | 10                 | «Близькі ріконтакти рікового ступеню» «Close Rick-counters of the Rick Kind» | Стівен Сандовал | Райан Рідлі                    | 7 квітня 2014           |
| 11                | 11                 | «Ризиковий бізнес» «Ricksy Business»                                         | Стівен Сандовал | Райан Рідлі та Том Кауфман     | 14 квітня 2014          |

### Другий сезон (2015)
| № серії (загалом) | № серії (в сезоні) | Назва серії                                                                          | Режисер(и)        | Сценарист(и)                                | Оригінальна дата показу |
| ----------------- | ------------------ | ------------------------------------------------------------------------------------ | ----------------- | ------------------------------------------- | ----------------------- |
| 12                | 1                  | «Рікануті в часі» «w:A Rickle in Time»                                               | Вес Арчер         | Мет Роллер                                  | 26 липня 2015           |
| 13                | 2                  | «Мортова втеча у ніч» «w:Mortynight Run»                                             | Домінік Польчіні  | Девід Філіпс                                | 2 серпня 2015           |
| 14                | 3                  | «Автоеротичне самопоглинання» «w:Auto Erotic Assimilation»                           | Брайан Ньютон     | Райан Рідлі                                 | 9 серпня 2015           |
| 15                | 4                  | «Згадати все» «w:Total Rickall»                                                      | Джуан Меза-Ліон   | Майк МакМахан                               | 16 серпня 2015          |
| 16                | 5                  | «Територія А» «w:Get Schwifty»                                                       | Вес Арчер         | Том Кауфман                                 | 23 серпня 2015          |
| 17                | 6                  | «Цей Рік певно сказився» «w:The Ricks Must Be Crazy»                                 | Домінік Польчіні  | Ден Гутерман                                | 30 серпня 2015          |
| 18                | 7                  | «Великі негаразди у маленькому Санчезі» «w:Big Trouble in Little Sanchez»            | Брайан Ньютон     | Алекс Рубенс                                | 13 вересня 2015         |
| 19                | 8                  | «Міжвимірне кабельне 2: Спокушуючи долю» «w:Interdimensional Cable 2: Tempting Fate» | Джуан Меза-Ліон   | Ден Гутерман, Райан Рідлі & Джастін Ройланд | 20 вересня 2015         |
| 20                | 9                  | «Чистильник» «w:Look Who's Purging Now»                                              | Домініко Польчіні | Ден Хармон, Райан Рідлі & Джастін Ройланд   | 27 вересня 2015         |
| 21                | 10                 | «Сквончове весілля» «w:The Wedding Squanchers»                                       | Вес Арчер         | Там Кауфман                                 | 4 жовтня 2015           |

### Третій сезон (2017)
| № серії (загалом) | № серії (в сезоні) | Назва серії                                                                           | Режисер(и)       | Сценарист(и)                | Оригінальна дата показу |
| ----------------- | ------------------ | ------------------------------------------------------------------------------------- | ---------------- | --------------------------- | ----------------------- |
| 22                | 1                  | «Рікова ножова відплата» «w:The Rickshank Rickdemption»                               | Джуан Меза-Ліон  | Майк МакМахан               | 1 квітня 2017           |
| 23                | 2                  | «Ріковий роман з каменем» «Rickmancing the Stone»                                     | Домінік Польчіно | Джейн Бекер                 | 30 липня 2017           |
| 24                | 3                  | «Рік огірок» «w:Pickle Rick»                                                          | Ентоні Чан       | Джесіка Гао                 | 6 серпня 2017           |
| 25                | 4                  | «Захисники 3: Повернення Винищувача Світів» «Vindicators 3: The Return of Worldender» | Брайан Ньютон    | Сара Карбінер & Еріка Розб  | 13 серпня 2017          |
| 26                | 5                  | «Змова на каталці-хиталці» «The Whirly Dirly Conspiracy»                              | Джуан Меза-Ліон  | Райан Рідлі                 | 20 серпня 2017          |
| 27                | 6                  | «Відпочинок та Ріклаксація» «Rest and Ricklaxation»                                   | Ентоні Чан       | Том Кауфман                 | 27 серпня 2017          |
| 28                | 7                  | «Ріковий вавілон» «w:The Ricklantis Mixup»                                            | Домінік Польчіно | Ден Гутераман & Райан Рідлі | 10 вересня 2017         |
| 29                | 8                  | «Глуздодрабарки Морті» «Morty's Mind Blowers»                                         | Брайан Ньютон    | Майк МакМахан               | 17 вересня 2017         |
| 30                | 9                  | «Анатомія Бет» «The ABC's of Beth»                                                    | Джуан Меза-Ліон  | Майк МакМахан               | 24 вересня 2017         |
| 31                | 10                 | «Чікчуржський Мортідат» «The Rickchurian Mortydate»                                   | Ентоні Чан       | Ден Хармон                  | 1 жовтня 2017           |

### Четвертий сезон (2019-2020)
| № серії (загалом) | № серії (в сезоні) | Назва серії                                                                           | Режисер(и)    | Сценарист(и)                 | Оригінальна дата показу |
| ----------------- | ------------------ | ------------------------------------------------------------------------------------- | ------------- | ---------------------------- | ----------------------- |
| 32                | 1                  | «На межі майбтунього: Рік вмирає з року в Рік» «w:Edge of Tomorty: Rick Die Rickpeat» | Еріка Хайєс   | Майк МакМахан                | 10 листопада 2019       |
| 33                | 2                  | «СтаРік і горе» «w:The Old Man and the Seat»                                          | Джекоб Хеїр   | Майкл Велдрон                | 17 листопада 2019       |
| 34                | 3                  | «Грабуючи над гніздом Мортюлі» «w:One Crew over the Crewcoo's Morty»                  | Брайан Ньютон | Кейті Деленей                | 24 листопада 2019       |
| 35                | 4                  | «Дракон і нащадок: Спеціальний Мортус» «w:Claw and Hoarder: Special Ricktim's Morty»  | Ентоні Чан    | Джефф Лавнес                 | 8 грудня 2019           |
| 36                | 5                  | «Зоряний крейсер "Ріклатика"» «w:Rattlestar Ricklactica»                              | Джекоб Хеїр   | Джеймс Сиціліано             | 15 грудня 2019          |
| 37                | 6                  | «Безріконечний Морті» «w:Never Ricking Morty»                                         | Еріка Хайєс   | Джефф Лавнес                 | 3 травня 2020           |
| 38                | 7                  | «Промортіус» «w:Promortyus»                                                           | Брайан Ньютон | Джефф Лавнес                 | 10 травня 2020          |
| 39                | 8                  | «Епізод з чаном кислоти» «w:The Vat of Acid Episode»                                  | Джекоб Хеїр   | Джефф Лавнес та Альбро Ланді | 17 травня 2020          |
| 40                | 9                  | «Чайлдрік Морті» «w:Childrick of Mort»                                                | Кьонґхі Лім   | Джеймс Сичиліано             | 24 травня 2020          |
| 41                | 10                 | «Зірковий Морт: Рікотворення Джері» «w:Star Mort Rickturn of the Jerri»               | Еріка Хейс    | Енні Лейн                    | 31 травня 2020          |

### П'ятий сезон (2021)
| № серії (загалом) | № серії (в сезоні) | Назва серії                                                                                   | Режисер(и)      | Сценарист(и)                 | Оригінальна дата показу |
| ----------------- | ------------------ | --------------------------------------------------------------------------------------------- | --------------- | ---------------------------- | ----------------------- |
| 42                | 1                  | «Моя Мортеря з Рікре» «w:Mort Dinner Rick Andre»                                              | Джекоб Хеїр     | Джефф Лавнес                 | 20 червня 2021          |
| 43                | 2                  | «Мортіплісіті» «w:Mortyplicity»                                                               | Лукас Ґрей      | Альбро Ланді                 | 27 червня 2021          |
| 44                | 3                  | «Незрікчна правда» «w:A Rickconvenient Mort»                                                  | Джуан Меза-Ліон | Роб Шраб                     | 4 липня 2021            |
| 45                | 4                  | «Спрей рікзалежності» «w:Rickdependence Spray»                                                | Еріка Хайєс     | Нік Рутерфорд                | 11 липня 2021           |
| 46                | 5                  | «Мортіріканське ґрафіті» «w:Amortycan Grickfitti»                                             | Кьонґхі Лім     | Енні Лейн                    | 18 липня 2021           |
| 47                | 6                  | «Rick & Morty's Thanksploitation Spectacular» «w:Rick & Morty's Thanksploitation Spectacular» | Дуґлас Олсен    | Джеймс Сичиліано             | 25 липня 2021           |
| 48                | 7                  | «Gotron Jerrysis Rickvangelion» «w:Gotron Jerrysis Rickvangelion»                             | Джекоб Хеїр     | Джон Гарріс                  | 1 серпня 2021           |
| 49                | 8                  | «Ріквічне сяйво чистого Морта» «w:Rickternal Friendshine of the Spotless Mort»                | Еріка Хайєс     | Альбро Ланді                 | 8 серпня 2021           |
| 50                | 9                  | «Forgetting Sarick Mortshall» «w:Forgetting Sarick Mortshall»                                 | Кьонґхі Лім     | Сіобхан Томпсон              | 5 вересня 2021          |
| 51                | 10                 | «Rickmurai Jack» «w:Rickmurai Jack»                                                           | Джекоб Хеїр     | Джефф Лавнес та Скотт Мардер | 5 вересня 2021          |

### Шостий сезон (2022)
| № серії (загалом) | № серії (в сезоні) | Назва серії                                                               | Режисер(и)          | Сценарист(и)       | Оригінальна дата показу |
| ----------------- | ------------------ | ------------------------------------------------------------------------- | ------------------- | ------------------ | ----------------------- |
| 52                | 1                  | «Солярікс» «w:Solaricks»                                                  | Джекоб Хеїр         | Альбро Ланді       | 4 вересня 2022          |
| 53                | 2                  | «Життя З Морті» «w:Rick: A Mort Well Lived»                               | Кьонґхі Лім         | Алекс Рубенс       | 11 вересня 2022         |
| 54                | 3                  | «Бетівний Двійнстинкт» «w:Bethic Twinstinct»                              | Дуґлас Олсен        | Енні Лейн          | 18 вересня 2022         |
| 55                | 4                  | «Нічна Родина» «w:Night Family»                                           | Джекоб Хеїр         | Роб Шраб           | 25 вересня 2022         |
| 56                | 5                  | «Пункт Прікзначення» «w:Final DeSmithation»                               | Дуґлас Олсен        | Гезер Енні Кемпбел | 2 жовтня 2022           |
| 57                | 6                  | «Парк Рікського Мортіоду» «w:Juricksic Mort»                              | Кьонґхі Лім         | Нік Рутенфорд      | 9 жовтня 2022           |
| 58                | 7                  | «Цілісно-Металева Оболрікка» «w:Full Meta Jackrick»                       | Лукас Ґрей          | Алекс Рубенс       | 20 листопада 2022       |
| 59                | 8                  | «Аналізуючи Сця» «w:Analyze Piss»                                         | Філл Марк Саґадрака | Джеймс Сичиліано   | 27 листопада 2022       |
| 60                | 9                  | «Перший Рікрой При Дворі Короля Мортуля» «w:A Rick in King Mortur's Mort» | Джекоб Хеїр         | Енні Лейн          | 4 грудня 2022           |
| 61                | 10                 | «Рікздвяні Канікули» «w:Ricktional Mortpoon's Rickmas Mortcation»         | Кьонґхі Лім         | Скотт Мардер       | 11 грудня 2022          |

### Сьомий сезон (2023)
| № серії (загалом) | № серії (в сезоні) | Назва серії                                                                 | Режисер(и)  | Сценарист(и)                     | Оригінальна дата показу |
| ----------------- | ------------------ | --------------------------------------------------------------------------- | ----------- | -------------------------------- | ----------------------- |
| 62                | 1                  | «Захоплення Дуркогепеля» «w:How Poopy Got His Poop Back»                    | Лукас Ґрей  | Нік Рутерфорд                    | 15 жовтня 2023          |
| 63                | 2                  | «Пастка Джеріка» «w:The Jerrick Trap»                                       | Кьонґхі Лім | Альбро Ланді та Джеймс Сичиліано | 22 жовтня 2023          |
| 64                | 3                  | «Вонг Номер Один» «w:Air Force Wong»                                        | Джекоб Хеїр | Алекс Рубенс                     | 29 жовтня 2023          |
| 65                | 4                  | «That's Amorte» «w:That's Amorte»                                           | Лукас Ґрей  | Гезер Енні Кемпбел               | 5 листопада 2023        |
| 66                | 5                  | «Незаплямований» «w:Unmortricken»                                           | Джекоб Хеїр | Альбро Ланді та Джеймс Сичиліано | 12 листопада 2023       |
| 67                | 6                  | «Rickfending Your Mort» «w:Rickfending Your Mort»                           | -           | -                                | 19 листопада 2023       |
| 68                | 7                  | «Wet Kuat Amortican Summer» «w:Wet Kuat Amortican Summer»                   | -           | -                                | 26 листопада 2023       |
| 69                | 8                  | «Rise of the Numbericons: The Movie» «w:Rise of the Numbericons: The Movie» | -           | -                                | 3 грудня 2023           |
| 70                | 9                  | «Mort: Ragnarick» «w:Mort: Ragnarick»                                       | -           | -                                | 10 грудня 2023          |
| 71                | 10                 | «Fear No Mort» «w:Fear No Mort»                                             | -           | -                                | 17 грудня 2023          |

### Восьмий сезон (2025)
| № серії (загалом) | № серії (в сезоні) | Назва серії                                                                        | Режисер(и)          | Сценарист(и)                                    | Оригінальна дата показу |
| ----------------- | ------------------ | ---------------------------------------------------------------------------------- | ------------------- | ----------------------------------------------- | ----------------------- |
| 72                | 1                  | «Всі страхи Саммер» «w:Summer of All Fears»                                        | Філл Марк Саґадрака | Джесс Лочер                                     | 25 травня 2025          |
| 73                | 2                  | «Валькірік» «w:Valkyrick»                                                          | Джейкоб Хейр        | Скотт Мардер                                    | 1 червня 2025           |
| 74                | 3                  | «Рік, Морті та Потворний» «w:The Rick, The Mort & The Ugly»                        | Браян Кауфман       | Альбро Ланді, Джеймс Сициліано та Майкл Келлнер | 8 червня 2025           |
| 75                | 4                  | «Остання спокуса Джеррі» «w:The Last Temptation of Jerry»                          | Дуглас Айнар Олсен  | Хезер Енн Кемпбелл                              | 15 червня 2025          |
| 76                | 5                  | «Кріо-Морт Ріквер» «w:Cryo Mort a Rickver»                                         | Філл Марк Саґадрака | Нік Рутерфорд                                   | 22 червня 2025          |
| 77                | 6                  | «Дивовижна історія Бетджаміна Баттона» «w:The Curicksous Case of Bethjamin Button» | Юджин Хуан          | Хезер Енн Кемпбелл та Джесс Лочер               | 29 червня 2025          |
| 78                | 7                  | «Рікер, ніж вигадка» «w:Ricker Than Fiction»                                       | Джейкоб Хейр        | Майкл Келлнер                                   | 6 липня 2025            |
| 79                | 8                  | «Номорленд» «w:Nomortland»                                                         | Браян Кауфман       | Нік Рутерфорд                                   | 13 липня 2025           |
| 80                | 9                  | «Татко Морті» «w:Morty Daddy»                                                      | Дуглас Айнар Олсен  | Альбро Ланді та Джеймс Сициліано                | 20 липня 2025           |
| 81                | 10                 | «Гарячий Рік» «w:Hot Rick»                                                         | Юджин Хуан          | Скотт Мардер                                    | 27 липня 2025           |